# Borborema (Paraíba)
Borborema é um município brasileiro do estado da Paraíba, localizado na Região Geográfica Imediata de Guarabira. De acordo com o IBGE (Instituto Brasileiro de Geografia e Estatística), em dezembro de 2022, a população estimada do município é de 4.211. Área territorial de 26 km².

## Etimolologia
O nome Borborema é originário do termo tupy ybymbore'yma, significa "terra sem habitantes", "yby = terra" + "mbora = povo" + "e'yma = sem".

## História
A ocupação das terras onde hoje se localiza o município iniciou-se em 1912 com a aquisição de terras pelo advogado José Amâncio Ramalho, vindo da cidade vizinha de Araruna - PB. Ramalho construiu um açude e a seguir uma hidrelétrica que forneceu iluminação às cidades de Pilões, Serraria, Solânea, Bananeiras e a própria Borborema até 1962. Posteriormente, instalou uma despolpadeira de arroz e um fecularia. Isto deu origem à vila de Camucá, que originaria a sede do município. Em 1913, o trem chegou à região, ajudando a consolidar o povoamento, que se expandia graças à agricultura. Na década de 30 do século XX foi construída da igreja de Nossa Senhora do Carmo
Em 1922, o senhor Antônio Nogueira, construiu a Capela de São Sebastião em concretização da promessa de livrar o vilarejo da peste que atingia a cidade,  mais conhecida como bouba. A Capela de São Sebastião foi o primeiro monumento religioso de fundamento da fé cristã católica na cidade.
José Ramalho, muito empreendedor, teve a preocupação de contratar um engenheiro para planejar a cidade. Percebe-se tal marco onde as ruas são todas largas e com mão e contra-mão complentamente separadas por canteiros de árvores, e as ruas são feitas em blocos todas com saídas distintas.  Logo após a vontade de emancipar-se tomou conta dos grandes homens da vila que recebeu dentre outros nomes: Camucá, Borborema, Boa Vista e por fim Borborema.
De acordo com a Lei 2.133 de 18 de Maio de 1959, foi elevado à categoria de município com a denominação de Borborema, desmembrado de Bananeiras. A Lei 1.198 de 2 de Abril de 1955 que fixa a divisão administrativa e judiciária do estado:
Art. 1° - É criado o município de Borborema. Com seguintes limites:

- Município de Bananeiras partindo do ponto onde o Riacho Bananeiras penetra em Pirpirituba onde na margem esquerda deste mesmo riacho e por ela seguindo até a cachoeira do roncador; prossegue daí em linha reta até o cruzamento da linha férrea Pirpirituba-Borborema, com a linha férrea no lugar de samambaia, prosseguindo por esta linha férrea até a fecularia do Dr. José Amâncio, onde seguem em linha reta a antiga estação ferroviária de Manitú, continuando desta também em linha reta até encontrar com a divisa do município de solânea passando entre as casas sedes do engenho Canafístula e Câmara.

Art. 9° - A presente Lei entrará em vigor no dia 1° de Novembro de 1959. Sendo fica facultado que a data de emancipação política desta não é 1° de novembro.
O primeiro prefeito nomeado pelo governador do estado foi o Sr. Antônio Costa.
Prefeita Atual: Gilene Cândido da Silva Leite Cardoso, ocupou o cargo no ano de 2017.
As ruas bem definidas, as casas em estilo barroco, a própria casa do fundador da cidade que fica em frente a um grande largo que dá de frente com a Igreja Matriz, a curiosidade fica por conta de que a torre da Igreja Católica pode ser vista de qualquer ponto da cidade.
Na cidade ainda encontramos a famosa "Ilha da Fantasia", ideia do prefeito Amâncio Ramalho, que na década de 1990 atraiu grande quantidade de turistas para a região.

## Geografia
Os municípios circunvizinhos são: Bananeiras, Solânea, Serraria e Pirpirituba. É ligada pela PB-087 a cerca de 132 quilômetros de distância da capital. O Nome Borborema foi dado por estar inserido no início do Planalto da Borborema, região montanhosa presente no agreste da Paraíba, acabando na cidade de Campina Grande.

### Clima
O Município de Borborema tem clima agradável, estando situado na mesorregião do Agreste Paraibano e na Microrregião do Brejo Paraibano. Com temperatura amenas e com período chuvoso entre os meses de abril e julho.

### Vegetação
A vegetação é composta por Florestas Subcaducifólica e Caducifólica, características das áreas agrestes.

### Recursos hídricos
O município de Borborema encontra-se inserido nos domínios da bacia hidrográfica do Rio Mamanguape. Cercada por rios e açudes belos, é recortada por rios perenes, porém de pequena vazão e o potencial de água subterrânea é baixo. Existe dentro de seu território duas barragens: Senador Humberto Lucena e Canafístula II, com capacidade de acumulação de 4.102.626 m3, servindo de abastecimento d'água para os municípios de: Bananeiras, Solânea, Araruna, Riachão, Cacimba de Dentro, Damião e Pirpirituba. Possui a cachoeira do Roncador ( na verdade a cachoeira do roncador fica no municioio de Bananeiras, porém fica bem próxima a cidade de Borborema) que recebe visitantes de diversas cidades e estados diversos do Brasil.

## Situação econômica
As atividades econômicas estão concentradas em três setores:
1. Agricultura – Baseada no cultivo de várias espécies especificamente para a subsistência. As principais culturas são: o feijão,milho, mandioca, banana e algumas frutas e hortaliças. No entanto a produção de banana merece destaque uma vez que vários produtores escoam a produção para várias cidades: Natal (RN), Nova Cruz (RN), Mari (PB) dentre outras, o que gera vários empregos informais que vai do cultivo a comercialização, gerando renda a população. Outro fator é o artesanato da fibra da bananeira, onde artesãos transformam a fibra em váriovários objetos ornamentais e de uso comum além de embalagens para bebidas. Os produtos sempre estão expostos nas feiras artesanais patrocinadas pelo Governo da Paraíba.
2. Pecuária- Voltada para a criação de bovinos, caprinos e aves para o abate e consumo local.
3. Comércio - Centrado na compra e venda de produtos e mercadorias para consumo.O município conta com pequenas casas comerciais como padarias,mercadinhos, lojinhas, farmácias,etc, que atende a população local.

## Política
Em 2012 os eleitores escolheram a primeira mulher para comandar o Poder Executivo: Maria Paula Gomes Pereira (Paula Maranhao) que é esposa do ex-prefeito José Maranhão.  Curiosidade foi o vice-prefeito eleito em 2008 passou a apoiar Paula Maranhão fazendo uma dobradinha PSL/PMDB derrotou o esquema do ex-prefeito Rei.  Assumiu o cargo em 2013,  mesmo sendo eleita pelo PSL filiou-se ao PSB demonstrando total apoio ao governador do Estado.    Ja nas eleições de 2008 foi reeleito o senhor José Renato Eduardo dos Santos (Rei) do PMDB e os vereadores: Neuma de Fátima Leite Cardoso dos Santos, Joseilto da Costa Maranhão, José Robério dos Santos Costa, Edilson da Silva Beserra, Laécio Maia de Farias, Abelardo Targino da Fonseca Neto, Paula Frassinett Leite Sousa Ferreira, Ailton Maia Lucena e Eronides Pereira de Andrade, tendo como presidente da casa Severino Leite Ramalho, vereador José Robério dos Santos Costa.
Os prefeitos que sucederam no comando de Borborema foram:

- 1º Antônio Barbosa da Costa (prefeito nomeado)
- 2º  Arlindo Rodrigues Ramalho (1º prefeito eleito pelo voto direto)
- 3º  Aristeu Uchoa Pinto
- 4º  Arlindo Rodrigues Ramalho
- 5º José Florêncio de Lima
- 6º José Amâncio Ramalho Júnior
- 7º Severino Maria do Nascimento
- 8º José Amâncio Ramalho Júnior
- 9º José da Costa Maranhão.
- 10º José da Costa Maranhão (até 18 de novembro de 2004, afastado por improbidade administrativa por ordem do MM. Juiz de Direito da Comarca de Bananeiras - PB), o vice-prefeito: José Renato Eduardo dos Santos assumiu de 18 de novembro até 31 de dezembro de 2004.
- 11º José Amâncio Ramalho Júnior (até 7 de agosto de 2006 quando veio a falecer), assumiu desde então o vice-prefeito: José Renato Eduardo dos Santos.
- 12º José Renato Eduardo dos Santos
- 13º Maria Paula Gomes Pereira
- 14º Gilene Cândido da Silva Leite Cardoso
- 15° Gilene Cândido da Silva Leite Cardoso